# Rynek 8 (Lublin)

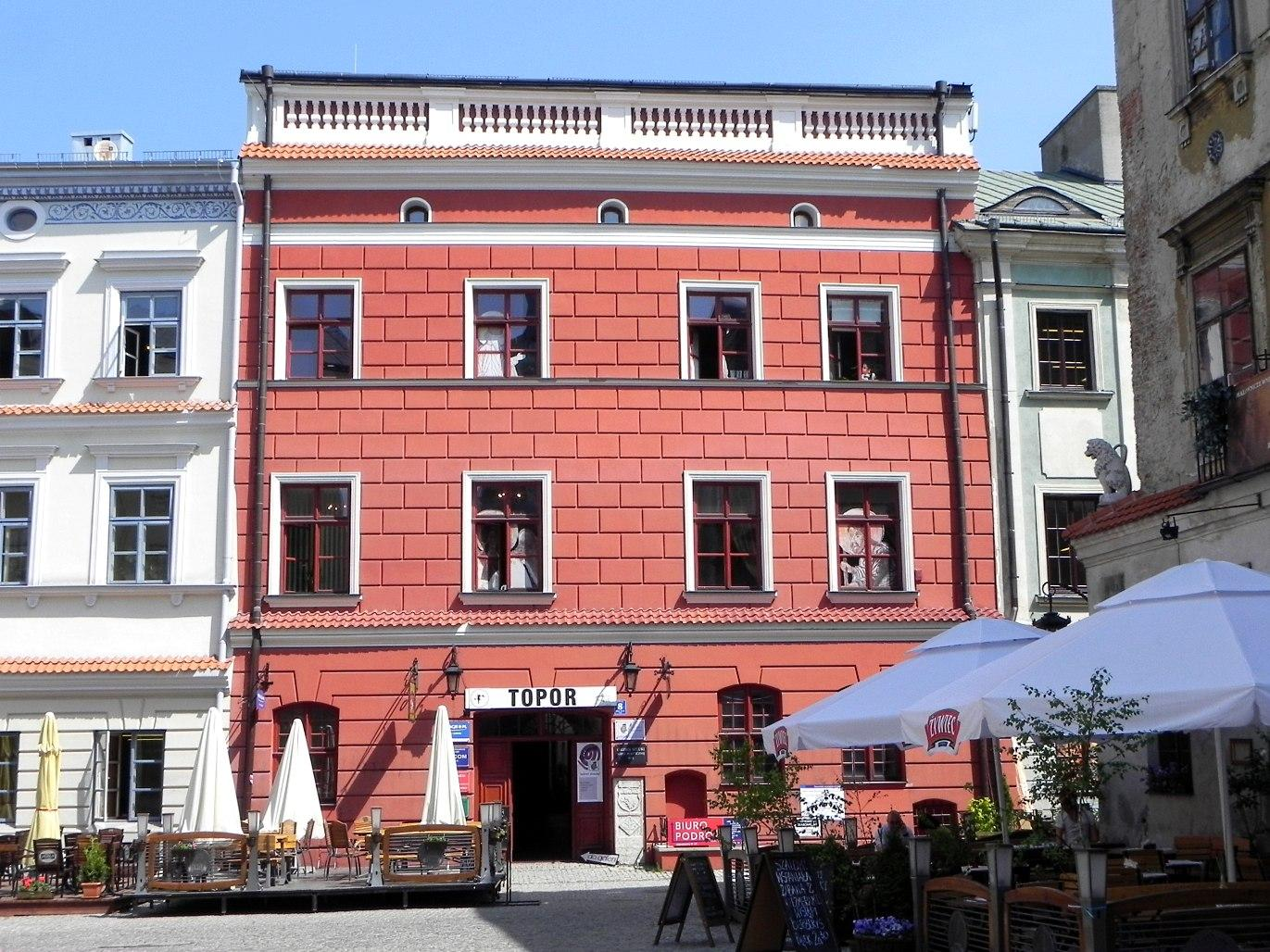
Gebäude bei Rynek 8 in Lublin

Das Gebäude an der Adresse Rynek 8 befindet sich in der historischen Altstadt von Lublin in Polen, genauer: am Marktplatz. Die Errichtung des Gebäudes steht in Zusammenhang mit dem früheren Bürgermeister von Lublin, Mikołaj Lubomelski, einem Vertrauten von König Alexander.

## Geschichte
Nach dem Mikołaj Lubomelski um 1528 verstarb, wurde das Gebäude von seinem Sohn Jan wieder aufgebaut. In diese Zeit fällt auch die Erweiterung des Gebäudes, sowie der Einbau einer repräsentativen Eingangshalle im Erdgeschoss. Die Architektur der Eingangshalle folgte dabei Vorbildern aus Nordeuropa. Überreste dieses Baues aus dem 16. Jahrhundert sind noch neben dem Eingangsportal auf einem Stein sichtbar. Dieser zeigt ein Wappen mit der Inschrift Jan Lubom (für Jan Lubomelski) und der Jahreszahl 1540. Jan Lubomelski war 1528 ein Mitglied des Stadtrates von Lublin, sowie später im 16. Jahrhundert selbst Bürgermeister von Lublin.

### Malereien
Während Renovierungsarbeiten im Jahr 1996 wurden im Erdgeschoss zahlreiche Reste von Malereien freigelegt. Diese Malereien aus dem 16. Jahrhundert verschwanden bei Umbauarbeiten im 18. Jahrhundert unter Putz und einem neu errichteten Gewölbe. Dieses Gewölbe ist nicht mehr vorhanden und wird durch eine moderne Holzkonstruktion angedeutet. Dahinter sind die mittelalterlichen Malereien nun in Resten wieder sichtbar.
Auf den Malereien ist vermutlich unter anderem Mikołaj Lubomelski in einer Szene an der Ostmauer als Ritter mit Wappen in einer Schlacht dargestellt. Unterhalb dieser Szene ist die 1857 abgebrochene Kirche St. Michael abgebildet, ebenso das Grodzka-Tor sowie die Dominikanerkirche. Hinter diesen Gebäuden befindet sich die Darstellung einer Verteidigungsanlage, vermutlich das Lubliner Schloss. An der Westwand befindet sich die Malerei einer Madonna mit Jesuskind auf einem Thron, umgeben von Blumenornamenten.
Im Weinkeller des Gebäudes befinden sich noch weitere, teils frivole, Malereien aus den Jahren 1560 bis 1580.